# Desolation Row
Pistes de Highway 61 Revisited
Just Like Tom Thumb's Blues
(8)
Desolation Row est une chanson de Bob Dylan, apparaissant sur l'album Highway 61 Revisited datant de 1965.

## Enregistrement
Une première version électrique est enregistrée le 29 juillet 1965, avec Harvey Brooks à la basse et Al Kooper à la guitare électrique, version présente sur l'album The Bootleg Series Vol. 7: No Direction Home: The Soundtrack sorti en 2005.
Mais c'est la version acoustique finalisée le 4 août de la même année qui sera retenue pour l'album Highway 61 Revisited. Charlie McCoy y tient la première guitare alors que Dylan joue la partie rythmique.

## Paroles
Le texte est une succession surréaliste de personnages historiques (Albert Einstein, Néron), bibliques (Noé, Caïn et Abel), de fiction (Ophélie et Roméo des romans de Shakespeare, Cendrillon), d'écrivains (T. S. Eliot, Ezra Pound) ainsi que des personnages vraisemblablement inventés par Dylan lui-même (Dr. Filth) évoluant dans un monde kafkaïen.
Plus encore que la majorité des textes de Dylan, Desolation Row a fait l'objet de nombreuses tentatives d'interprétations, interprétations que le style d'écriture surréaliste de la chanson rend complexes.

## Réception
Desolation Row est régulièrement considéré comme l'un des textes les plus ambitieux de Bob Dylan.
La durée du titre est inhabituelle pour l'époque, puisque selon Nicholas Schaffner, Desolation Row est alors la plus longue chanson populaire jamais enregistrée. A l'instar de Like a Rolling Stone qui ouvre l'album Highway 61 Revisited et dont la durée est alors inédite pour un single (6'13), Dylan bouleverse les codes établis en la matière.
Le magazine Rolling Stone a classé la chanson 187e dans son classement des 500 plus grandes chansons de tous les temps.

## Reprises
Le titre a été repris par de nombreux artistes, parmi lesquels My Chemical Romance pour le film Watchmen (cette version arrive en tête du classement rock britannique en février 2009) et The Grateful Dead.